# Мемориальный зал Чан Кайши (станция метро)
«Мемориальный зал Чан Кайши» (англ. Chiang Kai-shek Memorial Hall; кит. 中正紀念堂) — пересадочный узел Тайбэйского метрополитена, связывающий Красную и Зелёную линии. Находится на территории района Чжунчжэн в Тайбэе.
Станция была открыта 24 декабря 1998 года в составе участка «Тайбэйский вокзал» — «Наньшицзяо». «Мемориальный зал Чан Кайши» является конечной станцией линии Сяонаньмэнь, которая была открыта 31 августа 2000 года. Следующая станция на этой линии — «Сяонаньмэнь».

## Техническая характеристика
«Мемориальный зал Чан Кайши» — двухъярусная пересадочная однопролётная станция. На нижний ярус станции прибывают поезда в сторону станций «Синьдянь» и «Наньшицзяо», а также поезда линии Сяонаньмэнь. На верхний ярус прибывают поезда в сторону станций «Даньшуй» и «Бэйтоу». Второй путь верхнего яруса не работает. На станции установлены автоматические платформенные ворота.

## Перспективы
В будущем планируется объединение линий Синьдянь и Сяонаньмэнь. Таким образом будут задействованы все пути станции. Также будет продлена на восток линия Даньшуй.

## Близлежащие достопримечательности
Недалеко от станции находятся Мемориальный зал Чан Кайши, давший название станции, здания-близнецы Национального Театра и Национального Концертного зала, Большие Южные ворота, а также Китайский почтовый музей.